# Dominik Kotarski
Dominik Kotarski (ur. 10 lutego 2000 w Zaboku) – chorwacki piłkarz występujący na pozycji bramkarza w duńskim klubie FC Kopenhaga oraz w reprezentacji Chorwacji.

## Kariera klubowa
Kotarski występował w młodzieżowych drużynach Tondachu Bedekovčina (2006–2011) oraz Dinama Zagrzeb (2011–2018). W 2018 przeszedł do zespołu U-21 Ajaxu Amsterdam. W następnym roku został przesunięty do pierwszej drużyny Ajaxu. Nie rozegrał w niej ani jednego spotkania. W sezonie 2021/22 był wypożyczony do HNK Gorica. W tym zespole wystąpił w 24 spotkaniach w lidze chorwackiej. Latem 2022 Gorica wykupiła Kotarskiego z Ajaxu, jednak następnie odsprzedała go do greckiego PAOK FC. W sezonie 2023/24 Kotarski zdobył mistrzostwo Grecji oraz został wybrany najlepszym bramkarzem ligi greckiej. Łącznie w tych rozgrywkach wystąpił w 96 spotkaniach. W lipcu 2025 podpisał 5-letni kontrakt z FC Kopenhaga.

## Kariera reprezentacyjna
W latach 2015–2023 występował w młodzieżowych reprezentacjach Chorwacji. Rozegrał w nich łącznie 57 spotkań. Występował na Euro U-17 w 2017 oraz Euro U-21 w 2021 i 2023.
26 marca 2024 zadebiutował w pierwszej reprezentacji Chorwacji w wygranym 4:2 meczu towarzyskim z Egiptem. W 46. minucie spotkania zastąpił Nediljko Labrovicia.

## Statystyki

### Klubowe
Stan na 22 lipca 2025
| Sezon   | Klub              | Kraj      | Rozgrywki          | Mecze | Bramki |
| ------- | ----------------- | --------- | ------------------ | ----- | ------ |
| 2017/18 | Jong Ajax         | Holandia  | Eerste divisie     | 4     | 0      |
| 2018/19 | Jong Ajax         | Holandia  | Eerste divisie     | 30    | 0      |
| 2019/20 | Jong Ajax         | Holandia  | Eerste divisie     | 13    | 0      |
| 2020/21 | Jong Ajax         | Holandia  | Eerste divisie     | 13    | 0      |
| 2021/22 | HNK Gorica (wyp.) | Chorwacja | Prva HNL           | 24    | 0      |
| 2022/23 | PAOK FC           | Grecja    | Superleague Ellada | 34    | 0      |
| 2023/24 | PAOK FC           | Grecja    | Superleague Ellada | 34    | 0      |
| 2024/25 | PAOK FC           | Grecja    | Superleague Ellada | 28    | 0      |
| 2025/26 | FC Kopenhaga      | Dania     | Superligaen        | 1     | 0      |

### Reprezentacyjne

#### Kadry młodzieżowe
Opracowano na podstawie:
| Reprezentacja  | Rok     | Mecze | Bramki |
| -------------- | ------- | ----- | ------ |
| Chorwacja U-14 | 2014    | 4     | 0      |
| Chorwacja U-15 | 2015    | 4     | 0      |
| Chorwacja U-16 | 2015    | 5     | 0      |
| Chorwacja U-16 | 2016    | 9     | 0      |
| Chorwacja U-17 | 2016    | 7     | 0      |
| Chorwacja U-17 | 2017    | 5     | 0      |
| Chorwacja U-18 | 2018    | 1     | 0      |
| Chorwacja U-19 | 2018    | 4     | 0      |
| Chorwacja U-19 | 2019    | 3     | 0      |
| Chorwacja U-20 | 2019    | 1     | 0      |
| Chorwacja U-21 | 2020    | 2     | 0      |
| Chorwacja U-21 | 2021    | 4     | 0      |
| Chorwacja U-21 | 2022    | 6     | 0      |
| Chorwacja U-21 | 2023    | 2     | 0      |
| Ogólnie        | Ogólnie | 57    | 0      |

#### Drużyna seniorska
Stan na 22 lipca 2025
| Mecze w reprezentacji | Mecze w reprezentacji | Mecze w reprezentacji               | Mecze w reprezentacji | Mecze w reprezentacji | Mecze w reprezentacji | Mecze w reprezentacji |
| Chorwacja             | Chorwacja             | Chorwacja                           | Chorwacja             | Chorwacja             | Chorwacja             | Chorwacja             |
| Lp.                   | Data                  | Miejsce                             | Przeciwnik            | Wynik                 | Gol                   | Rozgrywki             |
| --------------------- | --------------------- | ----------------------------------- | --------------------- | --------------------- | --------------------- | --------------------- |
| 1.                    | 26.03.2024            | Nowa Stolica Administracyjna, Egipt | Egipt                 | 4:2                   |                       | towarzyski            |
| 2.                    | 15.11.2024            | Glasgow, Szkocja                    | Szkocja               | 0:1                   |                       | LN 2024/2025          |